# الزاوية (لهدارة اشراوط)
الزاوية هو دُوَّار يقع بجماعة أركمان، إقليم الناظور، جهة الشرق في المملكة المغربية. ينتمي الدوّار لمشيخة لهدارة اشراوط التي تضم 10 دواوير. يقدر عدد سكانه بـ 652 نسمة حسب الإحصاء الرسمي للسكان والسكنى لسنة 2004.

## روابط خارجية
- البوابة الوطنية للجماعات الترابية
- المندوبية السامية للتخطيط